# Stephen Hawking Medal for Science Communication

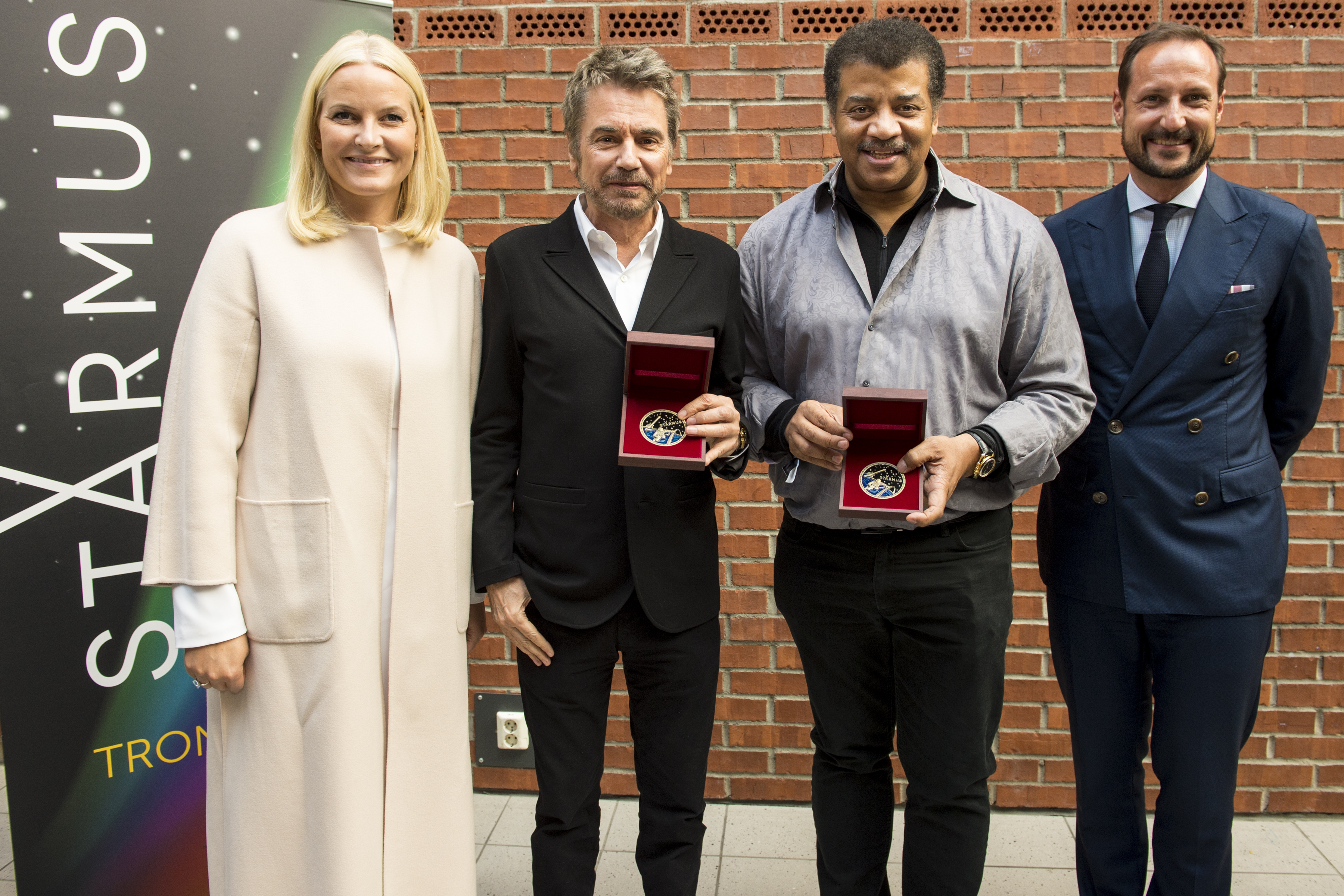
V.l.n.r. kroonprinses Mette-Marit, Jean-Michel Jarre, Neil deGrasse Tyson en kroonprins Haakon bij de medailleceremonie van 2017. Jean-Michel Jarre en Neil deGrasse Tyson namen de medaille in ontvangst.

De Stephen Hawking Medal for Science Communication is een eremedaille die door het Starmus-festival wordt toegekend aan individuen in de wetenschap en de kunst om het werk te erkennen van degenen die helpen het publieke bewustzijn van wetenschap te bevorderen.

## Geschiedenis
De Stephen Hawking-medaille voor wetenschapscommunicatie werd oorspronkelijk aangekondigd op 16 december 2015 bij de Royal Society in Londen, door een panel bestaande uit professor Stephen Hawking, de oprichter van Starmus, professor Garik Israelian, Dr. Brian May, professor Richard Dawkins, Aleksej Leonov en Nobelprijswinnaar Sir Harold Kroto.
De Stephen Hawking-medailles worden uitgereikt aan de wetenschapscommunicator van het jaar in drie categorieën:
- Wetenschappelijke gemeenschap
- Artistieke gemeenschap
- Filmgemeenschap

De eerste Stephen Hawking-medailles voor wetenschapscommunicatie werden uitgereikt tijdens het derde Starmus-festival in juni 2016. Deze werd uitgereikt door Stephen Hawking zelf.
Professor Hawking zei over de prijs:
Door met iedereen in contact te komen, van schoolkinderen tot politici tot gepensioneerden, plaatsen wetenschapscommunicators wetenschap in het hart van het dagelijks leven. Wetenschap naar de mensen brengen, brengt mensen naar de wetenschap. Dit is belangrijk voor mij, voor jou, voor de wereld als geheel.

## De medaille
Het ontwerp van de medaille maakte gebruik van een portret van professor Hawking door kosmonaut Aleksej Leonov, de eerste man die een ruimtewandeling maakte en lid van de Adviesraad Starmus sinds de eerste editie. De andere kant combineert het beeld van Aleksej Leonov tijdens de eerste ruimtewandeling en de "Red Special" - de gitaar van Brian May - om muziek te demonstreren, een ander belangrijk onderdeel van het Starmus-festival.
"De Stephen Hawking-medaille wordt op Starmus III voor het eerst uitgereikt aan de mens die door het delen van wetenschap en muziek met ons allemaal, de grootste inspiratiebron is voor de volgende generatie artiesten en wetenschappers." Brian May, Starmus III.
"Ik heb een schets gemaakt van Stephen Hawking... en toen ik hem die aan hem liet zien, zag ik een grote glimlach op zijn gezicht. De Stephen Hawking-medaille, gemaakt door STARMUS, zal worden toegekend aan de beste wetenschapscommunicators ter wereld in drie categorieën: wetenschap en /of sciencefictionschrijvers, muzikanten en artiesten, en mensen in de film- en entertainmentindustrie. Ik ben vereerd om deel uit te maken van deze historische medaille." Aleksej Leonov, Starmus III.
"Ik ben verheugd de Stephen Hawking-medaille voor wetenschapscommunicatie aan te bieden die zal worden uitgereikt op STARMUS-festivals. Deze medaille zal uitmuntendheid in wetenschapscommunicatie via verschillende media erkennen, of het nu gaat om schrijven, uitzendingen, muziek, film of beeldende kunst. Hierbij wordt rekening gehouden met de grote diversiteit, rijkdom, creativiteit en reikwijdte die wetenschapscommunicators gebruiken om een breed populair publiek te bereiken... Ik ben zeer verheugd het werk van wetenschapscommunicators te steunen en te eren, en kijk ernaar uit om de Stephen Hawking-medaille op STARMUS-festivals uit te reiken. " Stephen Hawking, Starmus III.